# Jihomoravský oblastní přebor 1968/1969
V soubojích 9. ročníku Jihomoravského oblastního přeboru 1968/69 (jedna ze skupin 4. fotbalové ligy) se utkalo 14 týmů každý s každým dvoukolovým systémem podzim–jaro. Tento ročník začal v září 1968 a skončil v červnu 1969.
Po sezoně 1968/69 proběhla celková reorganizace soutěží, vyšší soutěže se rozšířily ze 14 na 16 účastníků, skupinami 4. nejvyšší soutěže se staly divize, oblastní přebory se přejmenovaly na župní a staly se skupinami 5. nejvyšší soutěže. Z tohoto důvodu také nesestoupilo žádné mužstvo.

## Nové týmy v sezoně 1968/69
- Z Divize D 1967/68 sestoupila do Jihomoravského oblastního přeboru mužstva TJ Fatra Napajedla a TJ Jiskra Otrokovice.
- Ze skupin I. A třídy Jihomoravské oblasti 1967/68 postoupila mužstva TJ Moravská Slavia Brno (vítěz skupiny A) a TJ JTT Veselí nad Moravou (vítěz skupiny B).[1]

## Konečná tabulka
Zdroj: 
| Poř. | Tým                           | Z  | V  | R | P  | VG | OG | B  |
| ---- | ----------------------------- | -- | -- | - | -- | -- | -- | -- |
| 1.   | TJ Jiskra Otrokovice (S)      | 26 | 17 | 4 | 5  | 69 | 25 | 38 |
| 2.   | TJ JTT Veselí nad Moravou (N) | 26 | 15 | 4 | 7  | 49 | 27 | 34 |
| 3.   | TJ Moravská Slavia Brno (N)   | 26 | 14 | 6 | 6  | 43 | 29 | 34 |
| 4.   | VTJ Dukla Kroměříž            | 26 | 12 | 7 | 7  | 54 | 34 | 31 |
| 5.   | TJ Gottwaldov Letná („B“)     | 26 | 12 | 5 | 9  | 42 | 30 | 29 |
| 6.   | TJ Spartak ČKD Blansko        | 26 | 11 | 5 | 10 | 43 | 53 | 27 |
| 7.   | TJ Jiskra Kyjov               | 26 | 11 | 5 | 10 | 39 | 49 | 27 |
| 8.   | TJ Baník Ratíškovice          | 26 | 11 | 3 | 12 | 58 | 46 | 25 |
| 9.   | TJ Baník Zbýšov               | 26 | 10 | 5 | 11 | 31 | 39 | 25 |
| 10.  | TJ Fatra Napajedla (S)        | 26 | 9  | 5 | 12 | 29 | 33 | 23 |
| 11.  | VTJ Dukla Vyškov              | 26 | 9  | 4 | 13 | 31 | 43 | 22 |
| 12.  | TJ Dolní Němčí                | 26 | 8  | 3 | 15 | 26 | 51 | 19 |
| 13.  | TJ Tatran PKZ Poštorná        | 26 | 7  | 4 | 15 | 35 | 44 | 18 |
| 14.  | TJ Sokol Šlapanice            | 26 | 2  | 6 | 18 | 29 | 61 | 10 |

Poznámky:
- Z = Odehrané zápasy; V = Vítězství; R = Remízy; P = Prohry; VG = Vstřelené góly; OG = Obdržené góly; B = Body; (S) = Mužstvo sestoupivší z vyšší soutěže; (N) = Mužstvo postoupivší z nižší soutěže (nováček)

|  | Přechod do Divize D 1969/70                         |
|  | Přechod do Jihomoravského župního přeboru 1969/70   |
|  | Přechod do Středomoravského župního přeboru 1969/70 |